# Centropogon longipetiolatus
Centropogon longipetiolatus är en klockväxtart som beskrevs av Franz Elfried Wimmer. Centropogon longipetiolatus ingår i släktet Centropogon och familjen klockväxter. Inga underarter finns listade i Catalogue of Life.